# Lada Nadejda
Le Lada Nadejda ((ru) Надежда) - qui signifie espoir en russe - est un véhicule de type monospace conçu par l'entreprise russe AvtoVAZ, qui l'a commercialisé sous le nom de Lada Nadejda 2120 ((ru) ВАЗ-2120 Надежда) de 1998 à 2005.

## Historique
Il s'agit du premier véhicule monospace de la marque Lada. Le Nadejda a été conçu sur la base de la version 5 portes du 4x4 Lada Niva. Du fait des contraintes climatiques en Russie, il était au départ équipé d'une transmission intégrale permanente de série héritée du Niva. À partir de 2003, une version à deux roues motrices a également été proposée.
Le Lada Nadejda était, en outre, équipée en série de trois rangées de sièges, mais des versions utilitaires ou destinées aux taxis ont été construites avec d'autres aménagements intérieurs. Deux motorisations essence étaient disponibles : 1.8 l (type ВАЗ-2130) à carburateur et un 1,7 l à injection (type ВАЗ-21214).
La face avant du modèle a été modifiée en 2002 à l'occasion d'un restylage assez poussé.
Le Nadejda - qui était vendu en Russie et dans les autres pays de la CEI - a été un vrai échec commercial pour son constructeur, puisque seulement 8 000 exemplaires ont été vendus en sept ans de production. Ceci n'est pas propre au modèle ; les monospaces n'étant pas du tout populaires en Russie. Il était question que Lada revienne sur ce marché avec un modèle (ВАЗ-1120) basé sur la Lada Kalina mais le projet a été officiellement annulé en 2005.

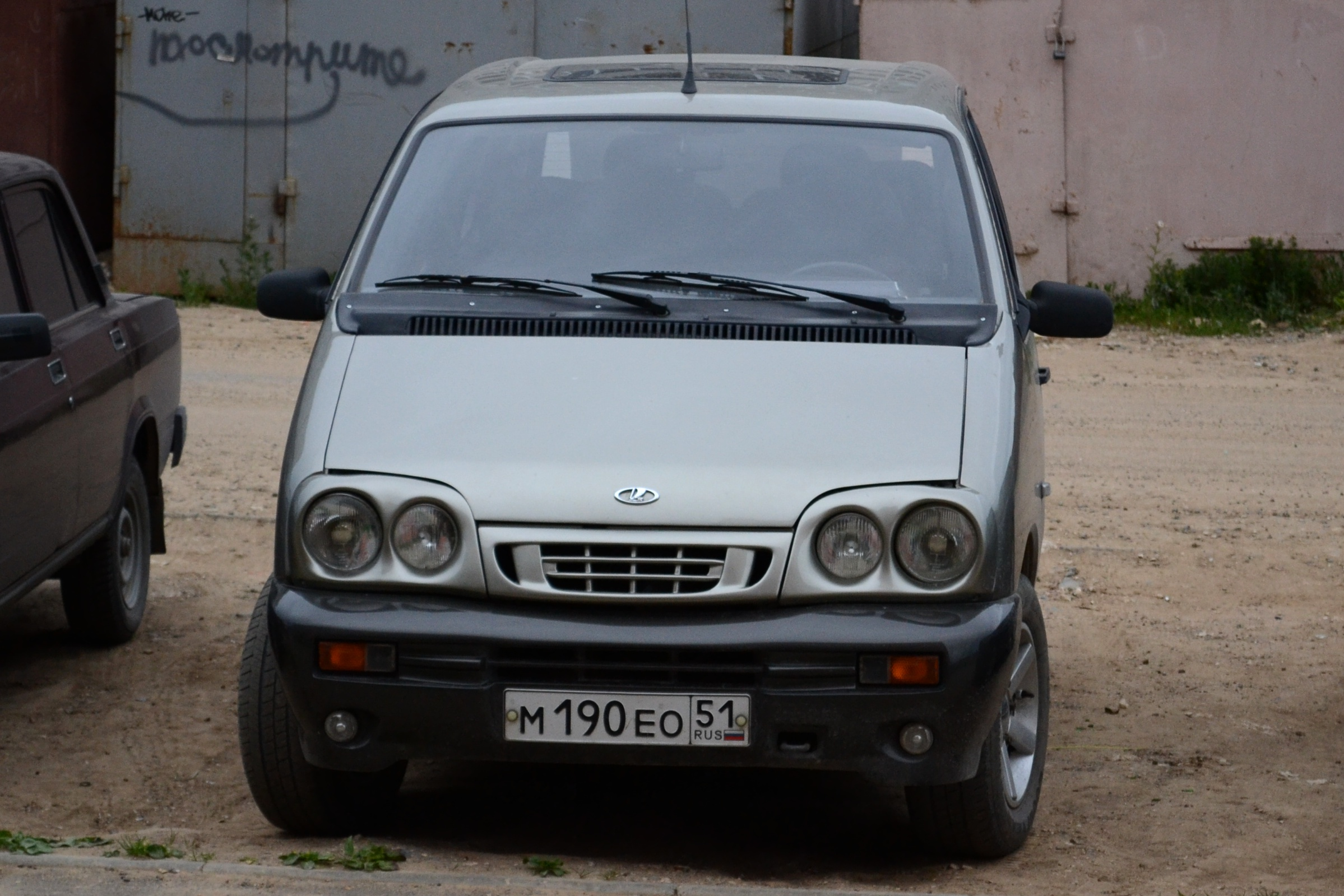
Lada Nadejda première série (1998-2002)

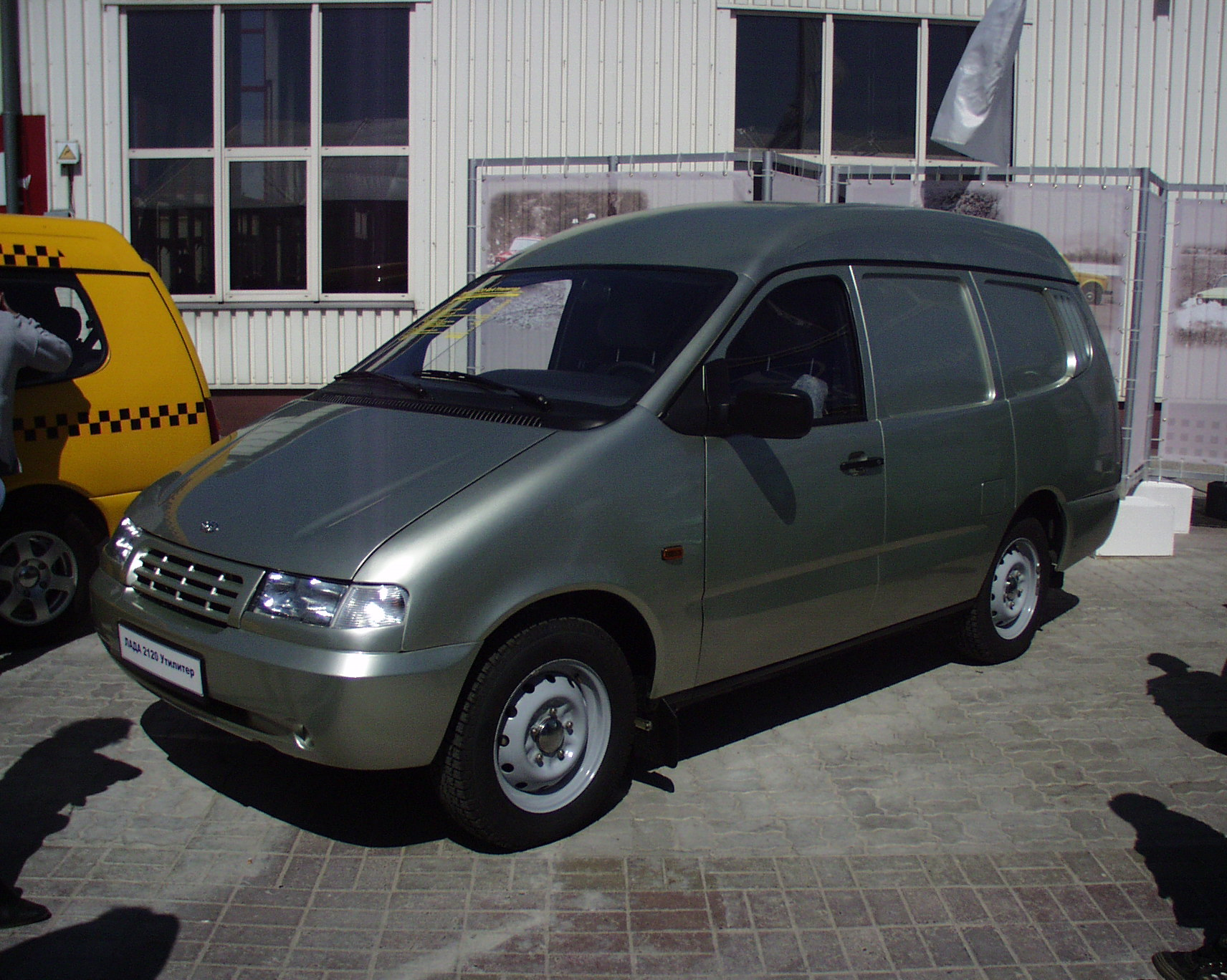
Lada Nadejda utilitaire